# Danny Clark (ciclista)
Daniel Clark, OAM, detto Danny (Launceston, 30 agosto 1951), è un ex ciclista su strada e pistard australiano naturalizzato britannico. Attivo soprattutto su pista, da dilettante fu medaglia d'argento nel chilometro a cronometro ai Giochi olimpici di Monaco 1972, mentre da professionista vinse quattro titoli mondiali, due nel keirin e due nel mezzofondo, e 74 Sei giorni.

## Carriera
Nativo della Tasmania, da dilettante fu medaglia d'argento nell'inseguimento individuale ai Giochi del Commonwealth 1970, e nel chilometro a cronometro ai Giochi olimpici di Monaco 1972, battuto dal solo Niels Fredborg; vinse inoltre tredici titoli australiani su pista. Passò al professionismo a fine 1973.
Da professionista fu attivo soprattutto su pista, vincendo 74 Sei giorni, secondo solo a Patrick Sercu nella classifica dei pluri-vittoriosi; in questo particolare tipo di competizione gareggiò e vinse in coppia con diversi campioni tra cui René Pijnen, Francesco Moser, Freddy Maertens, Urs Freuler, Dietrich Thurau, Bernard Thévenet ed Étienne De Wilde. Su pista fu anche quattro volte campione del mondo, due volte nella specialità del keirin (1980 e 1981) e due nel mezzofondo (1988 e 1991, quest'ultimo all'età di 39 anni e 21 giorni di età, che lo rende il più vecchio campione del mondo del ciclismo), facendo sue inoltre cinque medaglie d'argento e due bronzi mondiali. Fu anche cinque volte campione europeo di omnium endurance, tre volte campione europeo di derny e altrettante di americana. Nel 1983 subì un grave infortunio, dal quale però si riprese in fretta.
Per quanto riguarda la strada fu professionista in Europa dal 1975 al 1980, e poi sporadicamente fino al 1996, senza però ottenere risultati di rilievo. Si ricordano un nono posto allo Scheldeprijs e un quinto al Deutschland Tour nel 1979, e tre partecipazioni ai campionati del mondo su strada con la Nazionale australiana.
Nel 1986 ricevette la medaglia dell'Ordine dell'Australia e nel 1987 venne introdotto nella Sport Australia Hall of Fame. Si ritirò dalle corse nel 1998, a 47 anni di età, ma nelle stagioni seguenti continuò comunque a gareggiare e vincere nelle Gran fondo e nelle competizioni della categoria master.

## Palmarès

### Pista
- 1974

Sei giorni di Sydney (con Frank Atkins)
- 1975

Campionati australiani, Americana (con Frank Atkins)
- 1976

Sei giorni di Gand (con Donald Allan)
- 1977

Sei giorni di Rotterdam (con René Pijnen)
Campionati europei, Omnium Endurance (2)
Sei giorni di Münster (con Donald Allan)
- 1978

Sei giorni di Copenaghen (con Donald Allan)
Sei giorni di Rotterdam (con René Pijnen)
Sei giorni di Anversa (con Freddy Maertens)
Sei giorni di Londra (con Donald Allan)
Campionati europei, Omnium Endurance
Sei giorni di Herning (con Donald Allan)
- 1979

Sei giorni di Brema (con René Pijnen)
Campionati europei, Americana (con Donald Allan)
Sei giorni di Gand (con Donald Allan)
Sei giorni di Maastricht (con Donald Allan)
- 1980

Sei giorni di Colonia (con René Pijnen)
Sei giorni di Hannover (con Donald Allan)
Campionati del mondo, Keirin
Sei giorni di Londra (con Donald Allan)
Sei giorni di Grenoble (con Bernard Thévenet)
Sei giorni di Monaco di Baviera (con Donald Allan)
Sei giorni di Münster (con Donald Allan)
- 1981

Sei giorni di Rotterdam (con Donald Allan)
Campionati del mondo, Keirin
Sei giorni di Monaco di Baviera (con Donald Allan)
- 1982

Sei giorni di Dortmund (con Henry Rinklin)
Sei giorni di Gand (con Donald Allan)
Sei giorni di Herning (con Donald Allan)
- 1983

Campionati europei, Omnium Endurance
Sei giorni di Berlino (con Anthony Doyle)
Sei giorni di Dortmund (con Anthony Doyle)
- 1984

Sei giorni di Berlino (con Horst Schütz)
Campionati europei, Omnium Endurance
Campionati europei, Derny
Sei giorni di Maastricht (con René Pijnen)
- 1985

Sei giorni di Colonia (con Dietrich Thurau)
Sei giorni di Rotterdam (con René Pijnen)
Sei giorni di Berlino (con Hans-Henrik Ørsted)
Campionati europei, Derny
Sei giorni di Maastricht (con Anthony Doyle)
- 1986

Sei giorni di Rotterdam (con Francesco Moser)
Sei giorni di Copenaghen (con Anthony Doyle)
Sei giorni di Launceston (con Anthony Doyle)
Sei giorni di Bassano del Grappa (con Roberto Amadio e Francesco Moser)
Sei giorni di Berlino (con Anthony Doyle)
Sei giorni di Dortmund (con Anthony Doyle)
Sei giorni di Monaco di Baviera (con Dietrich Thurau)
Sei giorni di Parigi (con Bernard Vallet)
Sei giorni di Gand (con Anthony Doyle)
- 1987

Sei giorni di Brema (con Dietrich Thurau)
Sei giorni di Rotterdam (con Pierangelo Bincoletto)
Sei giorni di Copenaghen (con Anthony Doyle)
Campionati europei, Omnium Endurance
Sei giorni di Anversa (con Etienne De Wilde)
Sei giorni di Dortmund (con Roman Hermann)
Sei giorni di Maastricht (con Anthony Doyle)
Sei giorni di Gand (con Etienne De Wilde)
- 1988

Sei giorni di Brema (con Anthony Doyle)
Sei giorni di Rotterdam (con Anthony Doyle)
Sei giorni di Parigi (con Anthony Doyle)
Sei giorni di Bassano del Grappa (con Francesco Moser)
Campionati del mondo, Mezzofondo
Sei giorni di Münster (con Anthony Doyle)
Sei giorni di Berlino (con Anthony Doyle)
Sei giorni di Dortmund (con Anthony Doyle)
Sei giorni di Monaco di Baviera (con Anthony Doyle)
Campionati europei, Americana (con Anthony Doyle)
Campionati europei, Mezzofondo
- 1989

Sei giorni di Colonia (con Anthony Doyle)
Sei giorni di Stoccarda (con Uwe Bolten)
Sei giorni di Copenaghen (con Urs Freuler) (1)
Sei giorni di Bassano del Grappa (con Adriano Baffi)
Campionati europei, Americana (con Anthony Doyle)
Campionati europei, Derny
Sei giorni di Grenoble (con Gilbert Duclos-Lassalle)
Sei giorni di Copenaghen (con Jens Veggerby) (2)
- 1990

Sei giorni di Brema (con Roland Günther)
Sei giorni di Monaco di Baviera (con Anthony Doyle)
Sei giorni di Gand (con Roland Günther)
- 1991

Sei giorni di Copenaghen (con Jens Veggerby)
Campionati del mondo, Mezzofondo
Sei giorni di Dortmund (con Rolf Aldag)
- 1992

Sei giorni di Stoccarda (con Pierangelo Bincoletto)
Sei giorni di Copenaghen (con Urs Freuler)
- 1993

Sei giorni di Buenos Aires (con Marcelo Alexandre)
- 1994

Sei giorni di Brema (con Andreas Kappes)
Sei giorni di Gand (con Etienne De Wilde)
- 1995

Sei giorni di Stoccarda (con Etienne De Wilde)
Sei giorni di Copenaghen (con Jimmi Madsen)
Sei giorni di Dortmund (con Rolf Aldag)
- 2000

Sei giorni di Nouméa (con Graeme Brown)

## Piazzamenti

### Competizioni mondiali
- Campionati del mondo su pista

San Sebastián 1973 - Chilometro: 8º
Montréal 1974 - Velocità Prof.: 8º
Rocourt 1975 - Velocità Prof.: 4º
Monaco di Baviera 1978 - Velocità Prof.: 6º
Besançon 1980 - Keirin: vincitore
Brno 1981 - Keirin: vincitore
Brno 1981 - Corsa a punti Prof.: 2º
Leicester 1982 - Keirin: 2º
Leicester 1982 - Corsa a punti Prof.: 5º
Zurigo 1983 - Keirin: 2º
Barcellona 1984 - Keirin: 8º
Bassano del Grappa 1985 - Mezzofondo Prof.: 2º
Colorado Springs 1986 - Corsa a punti Prof.: 6º
Colorado Springs 1986 - Mezzofondo Prof.: 7º
Vienna 1987 - Mezzofondo Prof.: 2º
Gand 1988 - Mezzofondo Prof.: vincitore
Maebashi 1990 - Corsa a punti Prof.: 3º
Maebashi 1990 - Mezzofondo Prof.: 3º
Stoccarda 1991 - Mezzofondo Prof.: vincitore
Bogotà 1995 - Americana: 4º
- Giochi olimpici

Monaco di Baviera 1972 - Inseguimento a squadre: 10º
Monaco di Baviera 1972 - Chilometro: 2º